# Башкаус
Башкаус — річка у Росії, ліва притока Чулишмана, тече в Республіці Алтай.

## Фізіографія
Башкаус починається у східному Алтаї на півдні Улаганського району Республіки Алтай на кордоні з Кош-Агацьким районом. Річка витикає з невеликого льодовикового озера на східному краї Курайського хребта біля його стику з хребтом Чихачева, на висоті приблизно 2540 м над рівнем моря. Від витоку тече на захід, потім поступово відхиляється до північного заходу. В середній течії в районі села Усть-Улаган починає відхилятись до півночі, і в низов’ях вже тече майже точно на північ. Після злиття з лівою притокою Чебдаром незадовго до гирла повертає до північного сходу. Більша частина русла Башкауса пролягає у вузькій глибокій долині між Курайським хребтом і Улаганським плато.
Башкаус впадає в Чулишман на висоті на висоті 452 м над рівнем моря приблизно за 12 км вище по його течії від села Баликча, за 20 км до впадіння Чулишмана у Телецьке озеро. У гирлі має 35–50 м завширшки і глибину до 1 м; швидкість плину 2,3 м/с.
В Башкаус впадає велика кількість приток, які особливо численні в його верхній і середній течії. Найбільші з них: Верхній Ільдугем, Нижній Ільдугем, Кубадру, Каракудюр, Аспатти, Чебдар — ліві, Калбакая, Кумурлу, Артлаш, Великий Улаган,  Ониш — праві. 

## Гідрологія
Довжина річки 219 км, площа басейну 7 770 км². Середньорічний стік, виміряний за 90 км від гирла біля села Усть-Улаган у 1961–1992 роках, становить 27 м³/с. Багаторічний мінімум стоку спостерігається в лютому (1,93 м³/с), максимум — у червні (81,5 м³/с). За період спостережень абсолютний мінімум місячного стоку (0,48 м³/с) спостерігався в лютому 1977 року, абсолютний максимум (204 м³/с) — у червні 1966.

## Інфраструктура
Басейн Башкауса лежить повністю в межах Улаганського району Республіки Алтай. Долина Башкауса населена густіше за сусідній Чулишман: у середній течії при злитті з правою притокою Великим Улаганом над річкою лежить райцентр Усть-Улаган (нас. 2,5 тис. осіб) і село Чібіля; вище від них — село Саратан; нижче — село Кара-Кудюр, біля гирла — Кокбеш. У верхів’ях Великого Улагана існує село Баликтуюль.
В Усть-Улагані річку перетинає міст на регіональній автодорозі Акташ — Усть-Улаган — Баликтуюль (Улаганський тракт), яка сполучає долину Башкауса з федеральною автотрасою М-52 Новосибірськ — монгольський кордон (Чуйський тракт). Від Усть-Улагана удовж річки вверх по течії також іде дорога на Саратан.
Завдяки своєму гірському характеру і великій кількості порогів, водоспадів, та інших перешкод Башкаус має популярність серед екстремальних туристів-водників: маршрути по Башкаусу та його притокам належать до VI категорії — найвищої категорії складності, прийнятій у російському водному туризмі.